# 臥底

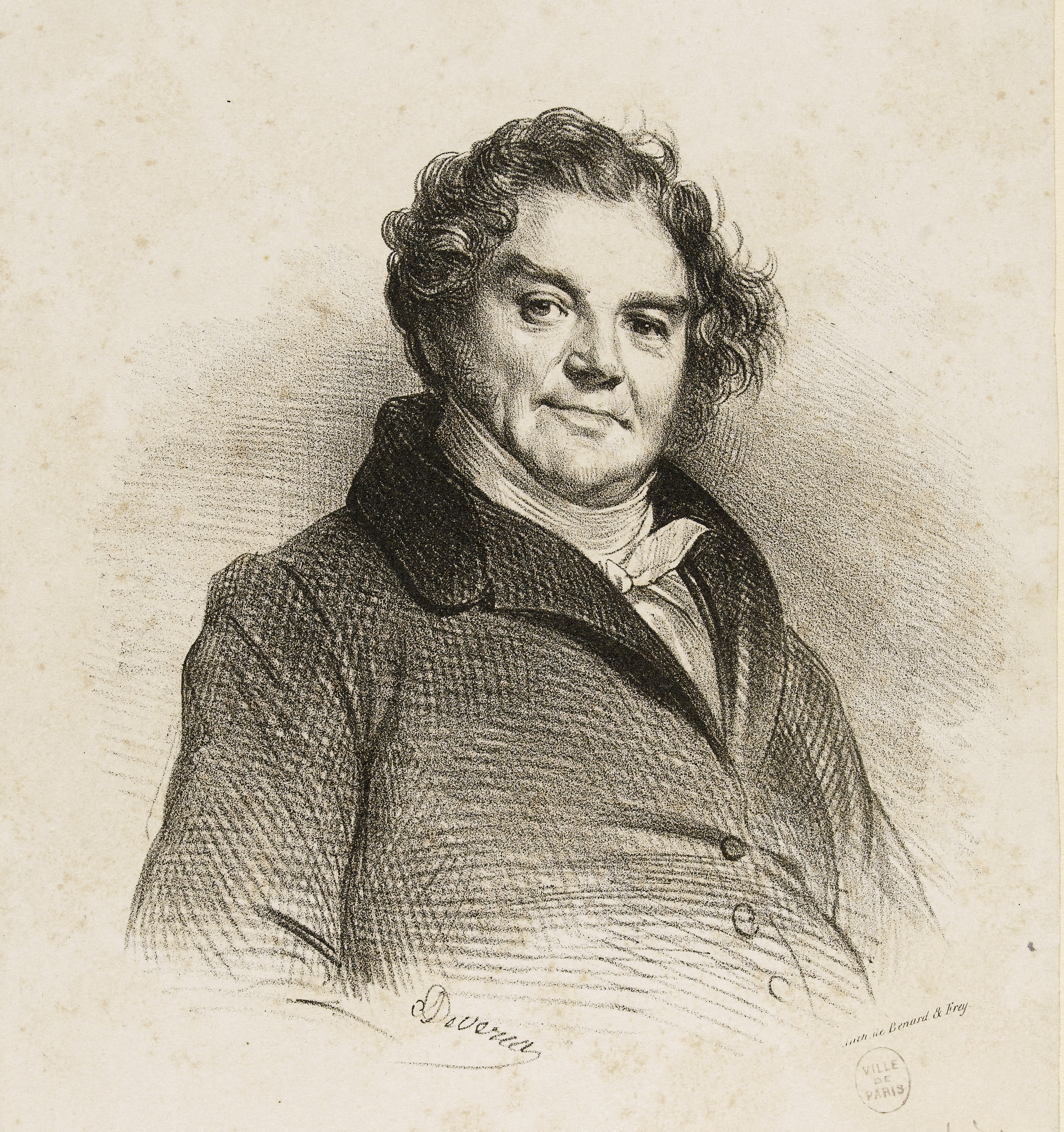
尤金·法蘭索瓦·維多克的肖像，他是開創性的犯罪學家，也是19世紀早期首個臥底警察部門的創辦人之一。

臥底，就是秘密潛入對手陣營、以暗中調查與搜集情報的特工。此外，警察單位也會暗中派出臥底，秘密調查黑幫等集團組織，例如毒品交易。臥底沒有刑事法律豁免權。